# ARD-Popnacht

Programme, bei denen die ARD-Popnacht zu hören ist (Stand: Januar 2024)

Die ARD-Popnacht ist das gemeinsame Nachtprogramm der ARD-Popradios. Sie ist montags bis freitags von 0 Uhr bis 5 Uhr und am Wochenende sowie an bundesweiten Feiertagen von 0 bis 6 Uhr zu hören. Die ARD-Popnacht wird täglich von SWR3 in Baden-Baden produziert und auf acht ARD-Popwellen ausgestrahlt.
Die ARD-Popnacht wird live moderiert. Ihre Musikmischung besteht vornehmlich aus aktuellen Pop-Titeln und den Hits der letzten 20 Jahre, dazu kommen einzelne Titel aus den 1980er und 1990er Jahren. Es ist am ehesten dem Hot AC-Format zuzuordnen. Musik und Moderation sind mit dem Tagesprogramm der meisten übernehmenden Sender vergleichbar. Außerdem gibt es halbstündlich Verkehrsinformationen und stündlich Nachrichten. Bei überregional bedeutenden Ereignissen während der Nachtstunden bringt die Popnacht auch außerhalb der Nachrichten aktuelle Informationen dazu. Häufig beinhaltet die Sendung interaktive Elemente wie Gespräche oder Spiele mit im Studio anrufenden Hörern.

## Moderatoren und Rubriken
Die Popnacht wird von den Moderatoren von SWR3-Luna präsentiert, von Montag bis Freitag meistens von Ben Streubel und zwar immer drei Wochen am Stück, danach folgt eine freie Woche für ihn. In dieser übernehmen Dennis Tinat, Michael Reufsteck, Benedikt Lawen oder Anno Wilhelm. Am Wochenende wechseln sich verschiedene Moderatoren ab. Eine Ausnahme bildete lange die Stunde am Wochenende zwischen 5 und 6 Uhr, in dieser wurde Sunrise – Die SWR3-Frühshow in der ARD-Popnacht gesendet. Mit der Verlängerung von SWR3-Luna bis 6 Uhr ist dieser Moderatorenwechsel seit Mai 2022 entfallen.
| Moderator         | Sendezeit                        | Rubriken |
| ----------------- | -------------------------------- | --- |
| Ben Streubel      | Montag bis Freitag               | Leierkasten – Wie heißt die bekannte Person im Leierkasten? / Lenkradklopfer – Der lauteste Hit der Nacht (5,7932 % lauter / täglich, ca. 1:20 Uhr) / Story-time, Mitarbeiter der Minute und Hupi-Birthday mit Popnacht-Liedwunsch / Zombie-Kostüm – Wie heißt die prominente Person im Zombiekostüm? / Spiel mir das Lied vom Brot – Das Bäcker-Musikrätsel mit Mehrwert mit Bäckermeister Eckhard Holland-Cunz & Ben Streubel (ab Dienstag, 3:20 Uhr) / Zwei Hits in einer Sekunde – Welche beiden Hits sind das, die an euch vorbeirauschen? / Lass den Geist aus der Flasche – Mit zwei Fragen zur magischen Popnacht-bottle / Tipico Romantico / Würfeln – Vier Runden für einen Song / Nacht-Talent – Der Star im Keller / Lyrics-checker – Welcher Hit steckt dahinter? / Die letzte Amtshandlung – Der letzte Song der Popnacht |
| Michael Reufsteck | Samstag / Sonntag und Vertretung | Braunsche Röhre – Das Fernsehquiz im Radio / Der Nachtfalter / Hall of Shame / Die ARD-Pop-Macht – Das Musikquiz / Kaputt-Karaoke – Das Musikquiz mit Musikwunsch |
| Dennis Tinat      | Samstag / Sonntag und Vertretung | Das Nacht-Gericht / Der Popnacht-Bürgermeister / Chart-Roulette / Quizzen ohne Wissen / Die Drei nach drei / Pop-Sherlock / Zwei Hörer, drei Gedanken / Zahlen Bitte / ABC-Popnacht / Schnipsel-Jagd – Wer findet den Hit zum Sample? / Die Zahl der Nacht / Deutschland-Dart |
| Benedikt Lawen    | Samstag / Sonntag und Vertretung | Der Müdigkeits-Sensor – Wer stockt verzockt / Wie sieht eure Nacht heute aus? / Popnacht-Tier-Flachwitz mit Marc aus Werl / Fünf Stimmen für zwei Songs / Bass ist das? / Tagesschlau – Fünf Fragen zu dem Tag heute / So-Soko – Die Song-Sonderkommission |
| Anno Wilhelm      | Samstag / Sonntag und Vertretung | Das Popnacht-Sammeltaxi / Große Hits – Erbärmlich vorgetragen, welchen Hit zupft Anno Wilhelm auf seiner Ukulele? / Kleines Quiz / Verneigungs-Chor / In welchem Gemütszustand seid ihr? / Wie ist eure Leistungszwischenbilanz? / Die tiefste Stimme in der ARD-Popnacht / 17 Sekunden Rückenwind / Taste-hängt – Fünf Fragen ohne einen Buchstaben |
| Anneta Politi     | Vertretung                       | Nacht-Zoom – Eure Geschichte der Nacht / Wo seid ihr unterwegs heute Nacht? / Kissenschlacht – Welcher Song liegt unterm Kissen? / Popnacht-Blaskapelle |
| Simone Sarnow     | Vertretung                       | So wird ein Schuh draus – Von der Geschichte zur Redewendung / Orte-Quiz – Welcher Ort wird gesucht? / Die Zahl der Nacht |
| Lisa-Marie Köster | Vertretung                       | Songbattle – Welcher Song gewinnt? / Nachtschicht-Bingo |
| Michael Spleth    | Vertretung                       | Von wo nach wo? / Die Hitfabrik |
| Daniela Hilpp     | Vertretung                       | Die kleine Nachtfantasie / Rubriken raten / Die Popnacht-Citysongs |
| Sabrina Kemmer    | Vertretung                       | In 80 Sekunden um die Welt |

## Technik
Die ARD-Popnacht wird über den ARD-Stern und das HYBNET vom SWR als gebender Anstalt an die angeschlossenen Programme übertragen. Das so verteilte Signal wird vor dem Soundprocessing von SWR3 abgegriffen. Die Nachrichten in der Popnacht zur vollen Stunde sind seit 2018 genau drei Minuten lang. So können angeschlossene Programme eigene regionale Nachrichten während des Gemeinschaftsprogramms senden. Zudem besteht technisch nunmehr die Möglichkeit, Programm-Elemente zwischen den SWR3-Verbreitungswegen und den nehmenden Programmen zu trennen. Ein Jingle kann so bei SWR3 mit der eigenen Kennung und gleichzeitig über die angeschlossenen Programme mit der neutralen Kennung „Die Popnacht“ ausgestrahlt werden.

## Entwicklung

### Anfangsjahre
Am 23. Dezember 1985 startete unter dem Namen ARD-Nachtrock ein drittes ARD-Nachtprogramm als gemeinsame Sendung für die Pop- und Servicewellen der ARD. Zuvor gab es lediglich ein gemeinsames Nachtprogramm für die Massenwellen (ARD-Nachtexpress) und eines für die Kulturprogramme (ARD-Nachtkonzert). Die Sendezeit des ARD-Nachtrocks war von 0:05 Uhr bis 2:00 Uhr, am Wochenende bis 4:00 Uhr. Sie wurde in Stundenschritten bis 6:00 Uhr verlängert. In jeder Nacht übernahm ein anderer ARD-Sender die Nachtversorgung für alle angeschlossenen Pop-Wellen des Senderverbunds.
Mit dem 1. Januar 1990 wurde die Sendung in ARD-Popnacht umbenannt und umstrukturiert. Fortan orientierte sich die Musikauswahl an „melodisch betonter Popmusik“.

### Ausstiege in der Zeit von 1988 bis 2000
Ab 1988 stiegen einige Programme aus der Übernahme des Gemeinschaftsprogramms aus. Dazu zählten SWF3 (1988), Bayern 3 (1989), NDR 2 (1991), WDR 1 (1995) und Antenne Brandenburg (2000). Die Wellen gestalteten stattdessen ein eigenes Nachtprogramm oder übernahmen andere Sendungen. Weitere Wellen, die die Popnacht übernahmen, wurden eingestellt, so 1997 Radio B Zwei und im darauffolgenden Jahr SDR 3. Der erst 1991 gegründete MDR stieg in die Popnacht gar nicht erst ein. Die verbliebenen kleinen Anstalten reduzierten aus Kostengründen ihre Beteiligung weitgehend.
Auf dem (verbreitungsmäßigen) Tiefpunkt zwischen 2000 und 2005 war die Popnacht am Donnerstagmorgen nur noch in drei Bundesländern zu hören: Bremen (Bremen Vier), Saarland (SR 1 Europawelle) und Hessen (hr1 und hr3). 2005 gab es mit Radio Berlin 88,8 wieder einen Neuzugang; das Programm übernahm zuvor den ARD-Nachtexpress.
Bis Januar 2008 war die Popnacht am Sonntagmorgen sowie vierwöchentlich am Dienstagmorgen auch auf Bayern 3 zu hören, da der Sender bis dahin prinzipiell das Nachtprogramm von SWR3 übernahm, mit Ausnahme des Freitagmorgens und zuletzt auch mit Ausnahme des Samstagmorgens. Am Freitagmorgen produzierte Bayern 3 die ARD-Popnacht selbst. Seit 2008 sendet Bayern 3 ein eigenes Nachtprogramm, bis Dezember 2010 gestaltete Bayern 3 die Popnacht am Freitag allerdings weiterhin.
Von Mai 2008 bis August 2010 übernahm das nur im Digitalradio DAB empfangbare NDR 2 Plus die ARD-Popnacht.
Seit Januar 2009 verzichtet WDR 2 auf ein eigenes tägliches Nachtprogramm. Die Welle übernahm zunächst die ARD-Popnacht. Auch die gebende Beteiligung wurde reduziert, produzierte man die Sendung bis 2008 in 2¾ Nächten (montags, mittwochs und an drei von vier Dienstagen), war WDR 2 seit 2009 nur noch zweimal wöchentlich (montags und mittwochs) Geber der Popnacht. Dienstags sendete fortan SWR3.
2010 verzichtete der Hessische Rundfunk auf die Produktion der Popnacht, die zuvor jeden 2. Donnerstag von hr3 gestaltet wurde. Die ARD-Popnacht wurde fortan auch jeden 2. Donnerstag von SWR3 geliefert.
Bayern 3, das bis 2010 am Freitagmorgen die ARD-Popnacht gestaltete, sowie Bremen Vier und SR 1 Europawelle, die jeweils einmal monatlich am Donnerstagmorgen die Popnacht gaben, stiegen Ende 2010 aus. Schließlich beendete noch WDR 2 die Übernahme der Popnacht im Januar 2011.

### Zentralisierung 2011
Zu Beginn der 2010er Jahre wurden die ARD-Nachtprogramme umstrukturiert. Seither wechseln sich die Rundfunkanstalten nicht mehr täglich mit der Produktion einer Sendung ab. Vielmehr ist jeweils nur noch eine Anstalt für die verschiedenen Nachtprogramme verantwortlich. Bei der ARD-Popnacht ist es der Südwestrundfunk. Somit gestaltet SWR3 seit Januar 2011 täglich die ARD-Popnacht.
Bremen Vier übernahm bis Ende September 2018 alle Sendungen der LateLine und stieg daher erst ab 1 Uhr in die Popnacht ein. Bis Mai 2014 waren es vier Sendungen (von Montag auf Dienstag bis Donnerstag auf Freitag; jeweils von 23 bis 1 Uhr), anschließend wurde die Sendung von Montag auf Dienstag gestrichen.

### Rückkehr zum bundesweit ausgestrahlten Gemeinschaftsprogramm ab 2018
Seit dem 17. Januar 2018 übernehmen NDR 2 und WDR 2 die ARD-Popnacht. Am 1. November 2019 kam mit MDR Jump auch der Mitteldeutsche Rundfunk hinzu. Die ARD-Popnacht wird damit in 14 der 16 Bundesländer (außer Bayern und Brandenburg) ausgestrahlt und ist wieder nahezu landesweites gemeinsames Nachtprogramm der ARD-Popwellen.
Seit 2018 können die angeschlossenen Sender sich zur vollen Stunde für eigene Nachrichten aus dem Gemeinschaftsprogramm ausblenden. Diese Möglichkeit nutzen 2021 der NDR, der WDR und der RBB. Weiterhin übernimmt Bremen Vier in der ARD-Popnacht die Nachrichten des NDR. Bei den übrigen Programmen sind die überregionalen Nachrichten des Südwestrundfunks zu hören.

### Situation seit 2023
Wie Ende August 2023 bekannt wurde, stieg hr1 zum 4. September 2023 aus der ARD-Popnacht aus. Stattdessen wurde bis 12. Januar 2025 das Nachtprogramm von SWR1 übernommen, das weiterhin auch auf Bremen Eins übernommen wurde. Bis zum 12. Januar 2025 gestaltete SWR1 ein eigenes Nachtprogramm unter dem Namen „SWR1 - Die Nacht. Mit Bremen Eins und hr1“. Seit 13. Januar 2025 übernehmen die vier Radioprogramme Bremen Eins, hr1 sowie SWR1 Baden-Württemberg und SWR1 Rheinland-Pfalz die ARD-Hitnacht.
Durch eine Reform innerhalb der ARD übernehmen seit dem 2. Januar 2025, bereits ab etwa 21 Uhr folgende Sender das Programm Pop – Die Abendshow von SWR3, dazu zählen:
- Bremen Vier
- hr3
- MDR Jump
- NDR 2
- SR 1
- WDR 2

Lediglich die Jingels und Nachrichten stammen noch aus dem jeweiligen Sendegebiet. Verkehrsmeldungen werden bundesweit von SWR3 bereitgestellt. Ab 0 Uhr und damit zum Beginn der ARD-Popnacht kommt noch rbb 88.8 dazu.